# Liberale Kring (Geraardsbergen)
De Liberale Kring in de Belgische stad Geraardsbergen is een 19de-eeuws voormalig bankgebouw in empirestijl. Het pand werd vermoedelijk in 1817 opgetrokken naar ontwerp van architect Louis Roelandt. Het is thans beschermd onroerend erfgoed.

## Voorgeschiedenis
Op de plaats waar de Liberale Kring zich bevindt, stond tot het begin van de 19de eeuw het zogenaamde "Groot Landhuis", gebouwd in 1598-1600. Geraardsbergen maakte toen deel uit van het Land van Aalst. Het bestuur zetelde afwisselend in Aalst en Geraardsbergen; in het laatste geval hadden de vergaderingen in dit "Groot Landhuis" plaats.
In het begin van de 19de eeuw werd dit gebouw afgebroken: in 1795 werden de Oostenrijkse Nederlanden bij Frankrijk ingelijfd en verdween het College van het Land van Aalst samen met alle andere oude instellingen.

## Opdrachtgever
François G. A. Spitaels (1769-1827), linnenhandelaar en bankier, was opdrachtgever van het gebouw. Zijn vader, Jean-François Spitaels, was de eerste bankier van Geraardsbergen. Onder het Franse regime profiteerde de familie Spitaels van de ontbinding van verschillende kloostergemeenschappen om haar bezittingen uit te breiden. De Spitaels slaagden er ook in om politieke invloed uit te bouwen: zo waren beide zonen van François Spitaels een tijdlang burgemeester van Geraardsbergen. Tussen 1789 en 1904 telde de stad vijf bankgebouwen die eigendom waren van verschillende leden van de familie; het gebouw aan de Markt 47 was één daarvan.
Met de keuze voor de empirestijl illustreerde François Spitaels zijn sympathie voor de Franse republiek, die in grote mate bijgedragen heeft tot de machtsuitbreiding en het kapitaalbezit van de familie. Zowel de bouwstijl (empire) als de architect waren nog onbekend; het bankgebouw aan de Markt 47 was in 1817 een van de eerste opdrachten van architect Louis Roelandt, op dat ogenblik gevestigd en actief in Gent.

## Latere geschiedenis

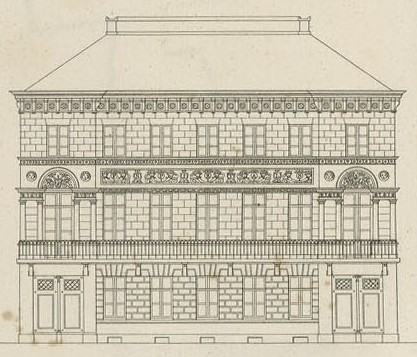
Gevel van de Liberale kring, volgens Pierre-Jacques Goetghebuer (1827): Choix des monuments, édifices et maisons les plus remarquables du royaume des Pays-Bas

Na het overlijden van François Spitaels in 1827 werd het bankgebouw aan zijn zonen Ferdinand (*1800) en Prosper (*1804) overgedragen. Volgens het kadaster werd Prosper Spitaels in 1856 de enige eigenaar.
Op 6 oktober 1872 leed Prospers onderneming bankbreuk. Het bankhuis werd nog in datzelfde jaar opgekocht door zijn liberale vrienden. Het gebouw kreeg hierdoor in één klap meer dan 50 eigenaars, werd in gebruik genomen als partijlokaal van de Liberale Partij, en is sindsdien bekend onder de naam Liberale Kring, in de volksmond de Cerkel. Bij een verbouwing in 1873 werd een achtervleugel toegevoegd, toegankelijk via de koetsendoorrit, die als vergaderzaal of feestzaal gebruikt kon worden.
In de daarop volgende decennia ging het gebouw een aantal keer in andere handen over. In 1884 verwierf het godshuis van Geraardsbergen de Liberale Kring. In 1924 stond het op naam van "de commissie van openbaren onderstand en consoorten". De erfgenamen van de oorspronkelijke ruim 50 eigenaars kregen het gebouw opnieuw toegewezen in 1962. Het groot aantal mede-eigenaars is een van de oorzaken waarom het gebouw sinds die datum slecht onderhouden werd.
Op 10 maart 1994 werd een definitief besluit genomen om de Liberale Kring te beschermen als onroerend erfgoed. Bij een eerste restauratieronde werd het dak hersteld; bij een tweede restauratie in 2011-12 zijn de traphal, de eerste verdieping en de voorgevel opgeknapt.
In mei 2014 werd het Huis Manneken Pis, een museum ter ere van de Geraardsbergse Manneken Pis, op de eerste verdieping van de Liberale Kring gevestigd.

## Locatie en kenmerken

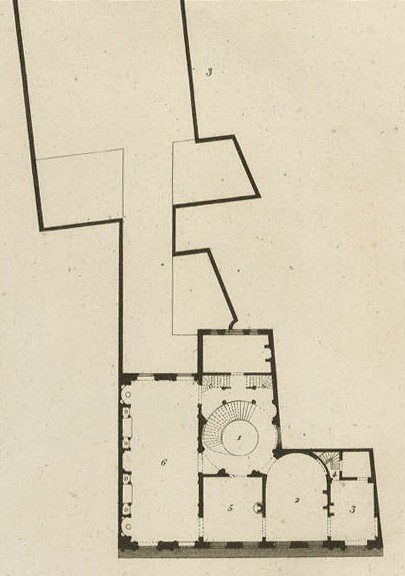
Grondplan van de Liberale kring, volgens P.J. Goetghebuer (1827): Choix des monuments, édifices et maisons les plus remarquables du royaume des Pays-Bas

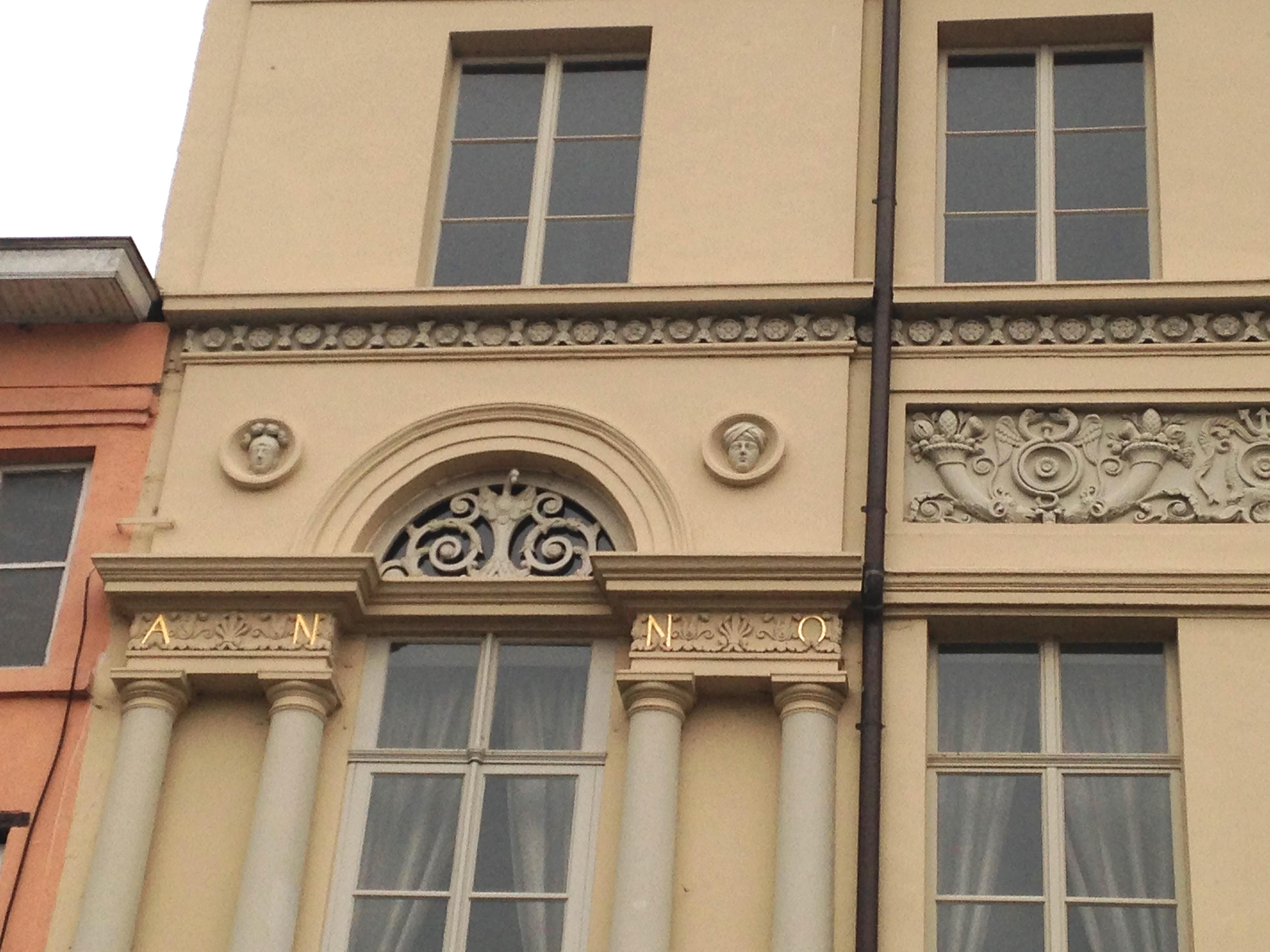
Detail van de voorgevel, bel-etage

De Liberale Kring bevindt zich tegenover het stadhuis van Geraardsbergen en naast de Sint-Bartholomeuskerk.
De voorgevel is een bepleisterde lijstgevel met zeven traveeën. Voor de restauratie in 2011 was de gevel wit geschilderd met azuurblauwe ornamenten. Bij de restauratie is de gevel, na kleurenonderzoek, opnieuw geschilderd. Het fries boven de ramen van de bel-etage bevat de emblemen van handel, scheepvaart en overvloed.
Kenmerkend voor het interieur is het cirkelvormige trappenhuis met een statige, brede houten spiraaltrap die van het gelijkvloers naar de bel-etage leidt. Het trappenhuis wordt verlicht met een koepel.